# Łódzka wypożyczalnia książek

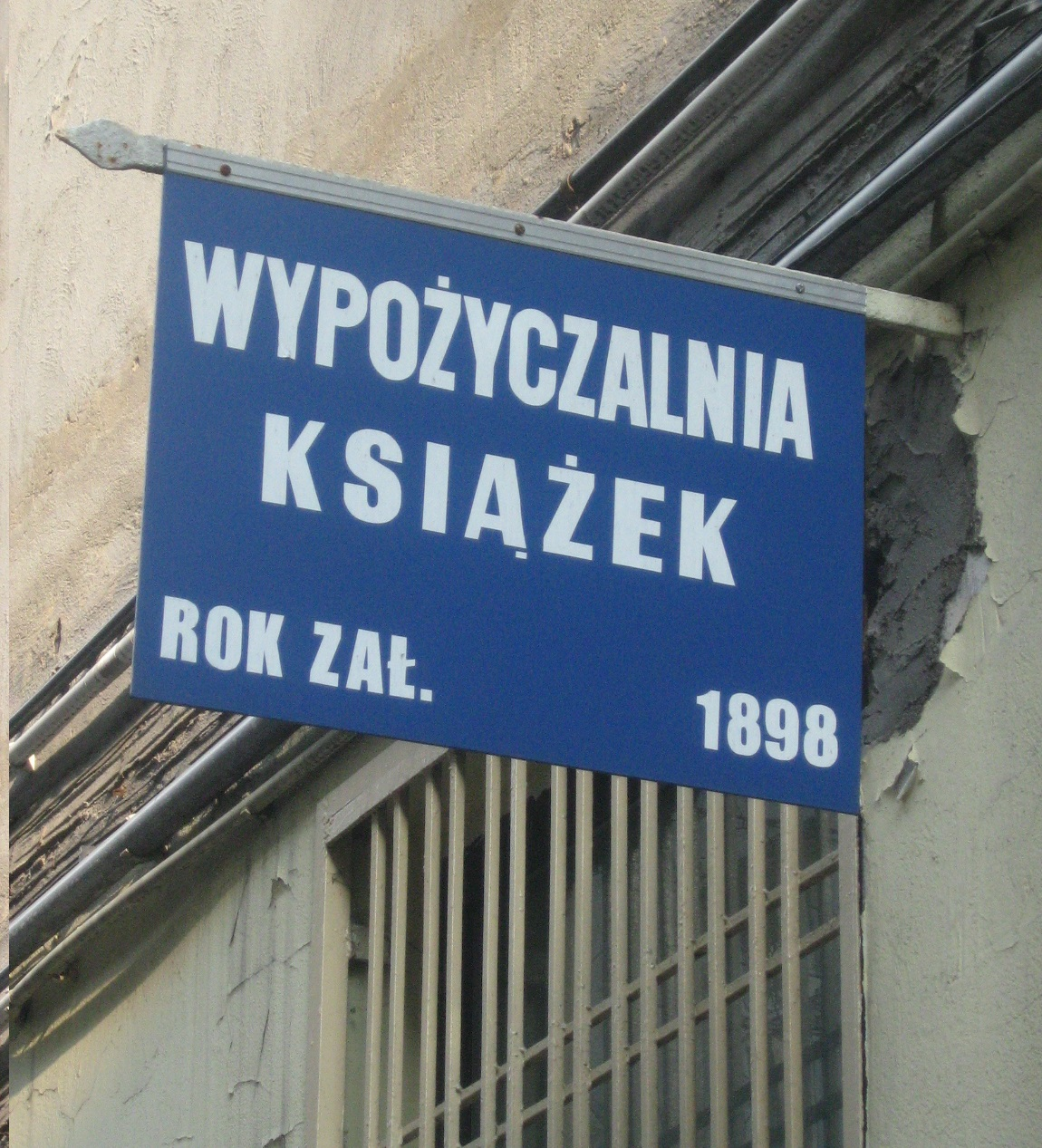
Szyld Łódzkiej Wypożyczalni Książek (2008)

Łódzka Wypożyczalnia Książek – prywatna biblioteka znajdująca się w Łodzi przy ul. Piotrkowskiej 82, działająca w latach 1898-2011.

## Historia
Bibliotekę formalnie założyły w 1898 r. Janina Kaplińska i Klaudyna Szopska. Z dużym prawdopodobieństwem można uznać, że rzeczywistym zleceniodawcą był Bronisław Rogowski, działacz PPS i zesłaniec, który na taką działalność nie dostałby zezwolenia władz . W połowie 1899 r. założycielki sprzedały bibliotekę Helenie Rogowskiej, siostrze Bronisława, który faktycznie kierował firmą wraz z żoną Katarzyną. Pierwotnie mieściła się ona przy ul. Dzielnej 3 (dziś ul. Narutowicza), Rogowscy wkrótce przenieśli firmę do lokalu przy ul. Andrzeja 5 (dziś ul. Struga), gdzie działała do XXI w. Rogowscy, wyjeżdżając w 1907 r., odstąpili interes siostrom Felicji i Halinie Pieńkowskim, które prowadziły wypożyczalnię do II wojny światowej. W latach 1932–1937 w bibliotece pracowała zasłużona łódzka bibliotekarka Apolonia Michalska. 
Wojna przyniosła bibliotece straty, Halina Pieńkowska zginęła pod kołami samochodu, Felicję Pieńkowską wysiedlono, a zbiory biblioteczne wywieziono. Okres wojny przetrwały tylko książki, które posiadali przedwojenni abonenci. W 1945 r. Pieńkowska zaczęła odzyskiwać księgozbiór, weszła w spółkę z Domicellą Iwasieczko i w maju tego roku biblioteka została ponownie otwarta. W chwili otwarcia dysponowała 5000 woluminów. Głównym problemem biblioteki po wojnie było zajmowanie książek przez cenzurę. W sierpniu 1953 r. władze podjęły decyzję o likwidacji placówki, ale w reakcji na te plany, Julian Tuwim, czytelnik wypożyczalni w latach dziecięcych, napisał list, dzięki któremu biblioteka nie została zlikwidowana. List ten był przez lata przechowywany w wypożyczalni. W 1957 r. zmarła Felicja Pieńkowska, w 1964 Domicella Iwasieczko, zaś prowadzenie instytucji przejęła jej siostrzenica, Danuta Burska . Ok. 2000 r. czytelnia miała ponad 200 abonentów. W 2004 r. kamienica przy ul. Struga zmieniła właściciela, z powodu wysokiego czynszu placówkę przeniesiono do oficyny przy ul. Piotrkowskiej 82. W wyniku przeprowadzki liczba abonentów spadła: w 2010 r. było ich 40, rok później – 30. To doprowadziło do ostatecznej likwidacji placówki w końcu 2011 r. Przed likwidacją wypożyczalnia posiadała 10 000 książek.

## Stan biblioteki
- 1907 – 11 000 woluminów
- 1929 – 30 000 woluminów
- 1939 – ok. 25 000 woluminów (część utracono z powodu rządowej cenzury)
- 1945 – 5000 woluminów
- 2010 – 18 000 woluminów

## Pracownicy
- Bronisław, Katarzyna, Helena Rogowscy (1898–1907)
- Halina Pieńkowska (1907–1939)
- Felicja Pieńkowska (1907–1957)
- Apolonia Michalska (1932–1937)
- Domicella Iwasieczko (1945–1964)
- Danuta Burska (1964–2011)

## Księgozbiór
Rogowscy zakładając wypożyczalnię zdobywali księgozbiory w twardych oprawach (takie zachowały się aż do kresu istnienia biblioteki). Każda książka miała czarną oprawę i płócienne grzbiety na których złotą farbą olejną stemplowano numery. W księgozbiorze znajdowały się powieści m.in. Lema, Hugo, Dostojewskiego, Szekspira. Biblioteka posiadała też Ostatnie dni Pompejów z 1800 r. W czasie II wojny światowej księgozbiór został wywieziony. Po zakończeniu wojny ówczesna właścicielka, Felicja Pieńkowska odzyskała zaledwie 5000 woluminów, które posiadali przedwojenni abonenci. W latach 50. XX w. bibliotece groziła likwidacja, księgozbiór cenzurowano, a nawet wyrywano w niektórych książkach strony, które mówiły o przedwojennej arystokracji. Regały zapełniały też romanse (m.in. harlequiny) oraz PRL-owskie kryminały. Dużą część zajmowała beletrystyka, literatura młodzieżowa, oraz zdobyte przez Rogowskiego książki popularnonaukowe. W końcu znalazły się też książki współczesne.
Opłaty za korzystanie z wypożyczalni w okresie zaborów wynosiły: 1 rubel zastawu za każdą wypożyczoną książkę, oraz od 25 do 40 kopiejek za tom (w zależności od liczby wypożyczonych pozycji); w przypadku książek naukowych opłata wynosiła od 22,5 do 30 kopiejek za tom. Tuż przed likwidacją abonament miesięczny wynosił 32 zł.

## Lokale i budynki
- 1898–1899: ul. Dzielna 3 (dziś Narutowicza)
- 1899–2004: ul. A. Struga 5
- 2004–2011: ul. Piotrkowska 82